# St. Rose (Luisiana)
St. Rose é uma Região censo-designada localizada no estado americano de Luisiana, na St. Charles.

## Demografia
Segundo o censo americano de 2000, a sua população era de 6540 habitantes.

## Geografia
De acordo com o United States Census Bureau tem uma área de
13,1 km², dos quais 10,5 km² cobertos por terra e 2,6 km² cobertos por água.

## Localidades na vizinhança
O diagrama seguinte representa as localidades num raio de 12 km ao redor de St. Rose.